# Recapping

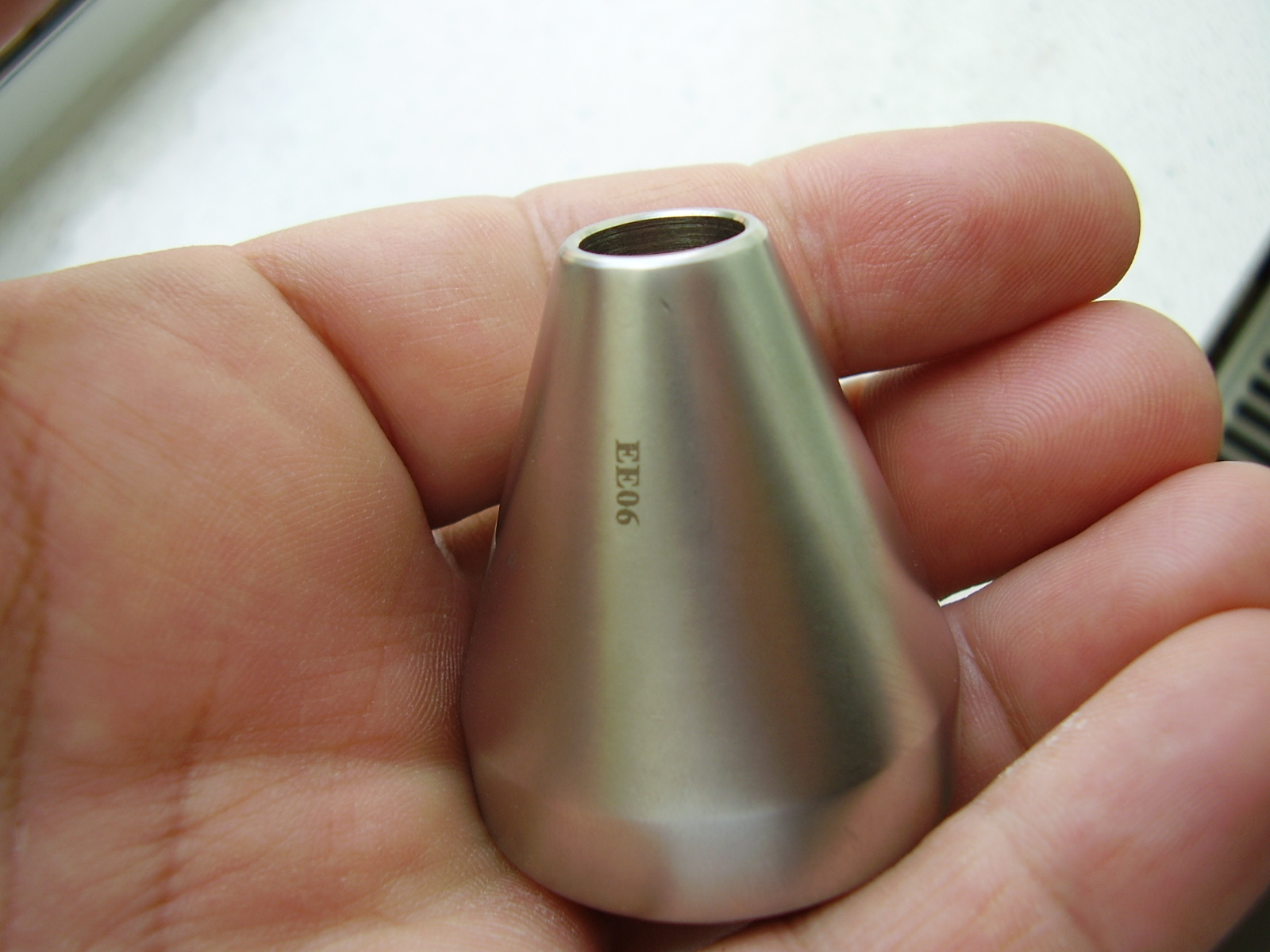
Metallständer (massives Metall). In das Loch steckt man die leere Schutzkappe der Spritze. Nach der Benutzung wird die Spritze einhändig auf die Kappe zurückgesteckt. Der Metallständer steht normalerweise auf dem Tisch. Er liegt nur für dieses Foto in der Hand.

Mit Recapping (englisch für „wieder bedecken“) bezeichnet man im medizinischen Bereich das Wiederaufsetzen der Schutzkappe auf die Nadel einer Spritze oder eine Kanüle nach deren Gebrauch.
Wegen der Gefahr von Nadelstichverletzungen und deren Folgen (mögliche Infektionen beim medizinischen Personal – besonders Hepatitis, auch HIV) ist diese Vorgehensweise üblicherweise durch die internen Hygienevorschriften eines Krankenhauses verboten. Stattdessen ist die Spritze samt Nadel direkt in einen für diesen Zweck vorgesehenen Entsorgungsbehälter zu entsorgen.

## Biostoffverordnung
Ende Juli 2013 ist eine Neufassung der Biostoffverordnung in Kraft getreten. Vor allem sollen Beschäftigte im Gesundheitsdienst besser vor Infektionsrisiken durch Stich- und Schnittverletzungen geschützt werden. Gemäß § 10 BioStoffV müssen gebrauchte spitze und scharfe Arbeitsmittel, zu denen Injektionsnadeln oder Skalpelle zählen, sicher entsorgt werden. Anlass für die Neufassung war die nötige Umsetzung der EU-Nadelstichrichtlinie von 2010 in nationales Recht.  Im Einzelnen sieht die Verordnung vor:
- Festlegung und Anwendung sicherer Verfahren für den Umgang mit scharfen / spitzen medizinischen Instrumenten und kontaminierten Abfällen und für deren Entsorgung.
- Einführung sachgerechter Entsorgungsverfahren sowie deutlich gekennzeichneter und technisch sicherer Behälter für die Entsorgung scharfer / spitzer medizinischer Instrumente und Injektionsgeräte.
- Vermeidung bzw. Einschränkung des unnötigen Gebrauchs scharfer / spitzer Instrumente.
- Bereitstellung und Verwendung medizinischer Instrumente mit integrierten Sicherheits- und Schutzmechanismen.
- Verbot des Recapping.

## Sonderfall Zahnarztpraxen
Die „Technischen Regeln für Biologische Arbeitsstoffe“ (TRBA 250), umschreiben unter Punkt 4.2.5 Ziffer 5 explizit für die Zahnmedizin im Bereich der Lokalanästhesie das einhändige Recapping als sicheres Verfahren im Sinne der TRBA 250. Das einhändige Recapping ist damit in Deutschland in Zahnarztpraxen zugelassen. Das bedeutet, dass die Injektionsnadel nach der Injektion mit einer Hand in die Schutzhülle wiedereingeführt werden darf, sofern die andere Hand sich nicht in der Nähe der Schutzhülle befindet. Beispielsweise kann dazu ein Schutzkappenhalter verwendet werden, der einen sicheren Abstand beim Recapping gewährleistet. Injektionskanülen dürfen auch nicht verbogen oder abgeknickt werden, es sei denn, diese Manipulation dient der Aktivierung einer integrierten Schutzvorrichtung.

## Österreich
In Österreich trat ab Mai 2013 die Nadelstichverordnung des Bundesministeriums für Gesundheit in Kraft. Diese verbietet das Wiederaufsetzen von Schutzkappen auf gebrauchte Nadeln.
Auch in einigen US-Bundesstaaten ist Recapping per Gesetz verboten.